# Hirošima

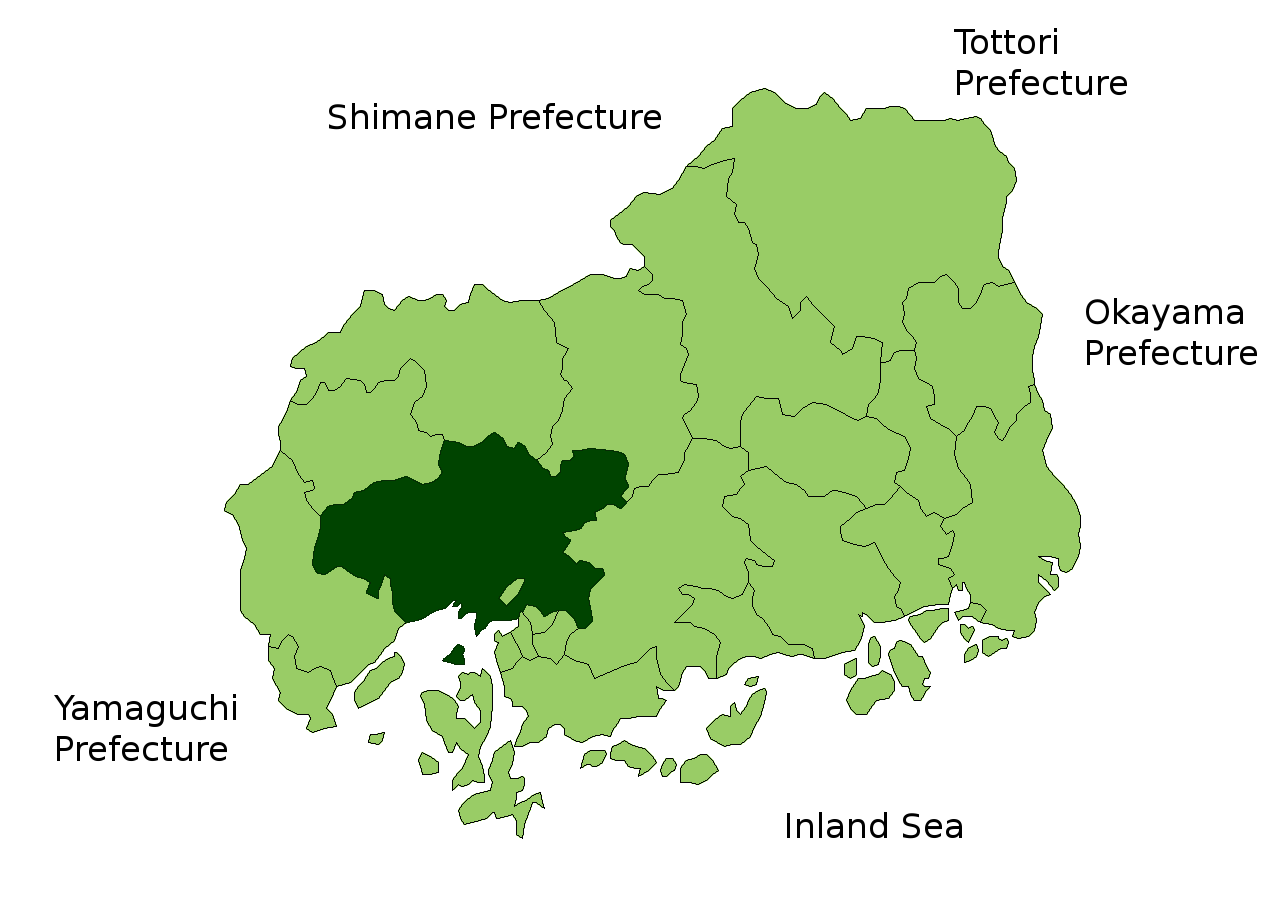
Město Hirošima na mapě prefektury Hirošima

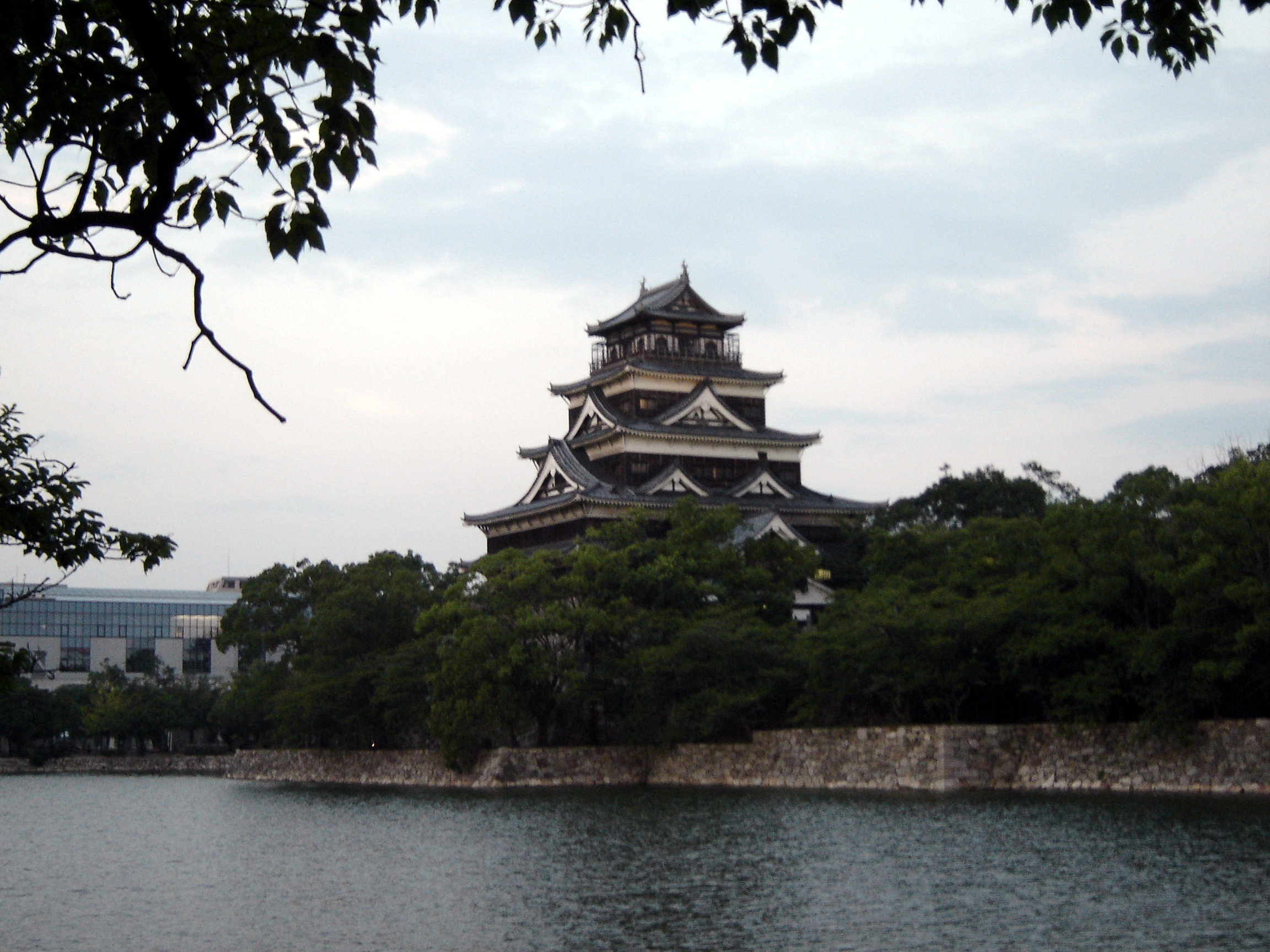
Současný pohled na hrad v Hirošimě, Japonsko

Hirošima (japonsky: 広島市, Hirošima-ši) je přístav, sídelní město prefektury Hirošima a největší město regionu Čúgoku na západě největšího japonského ostrova Honšú. Má 1,14 milionu obyvatel (odhad 2005).
Etymologicky je slovo Hirošima složeno ze slova široký (hiro) a ostrov (šima), tj. široký ostrov.

## Historie
Hirošima byla založena v 16. století jako opevněné město v deltě řeky Óta.

### II. světová válka

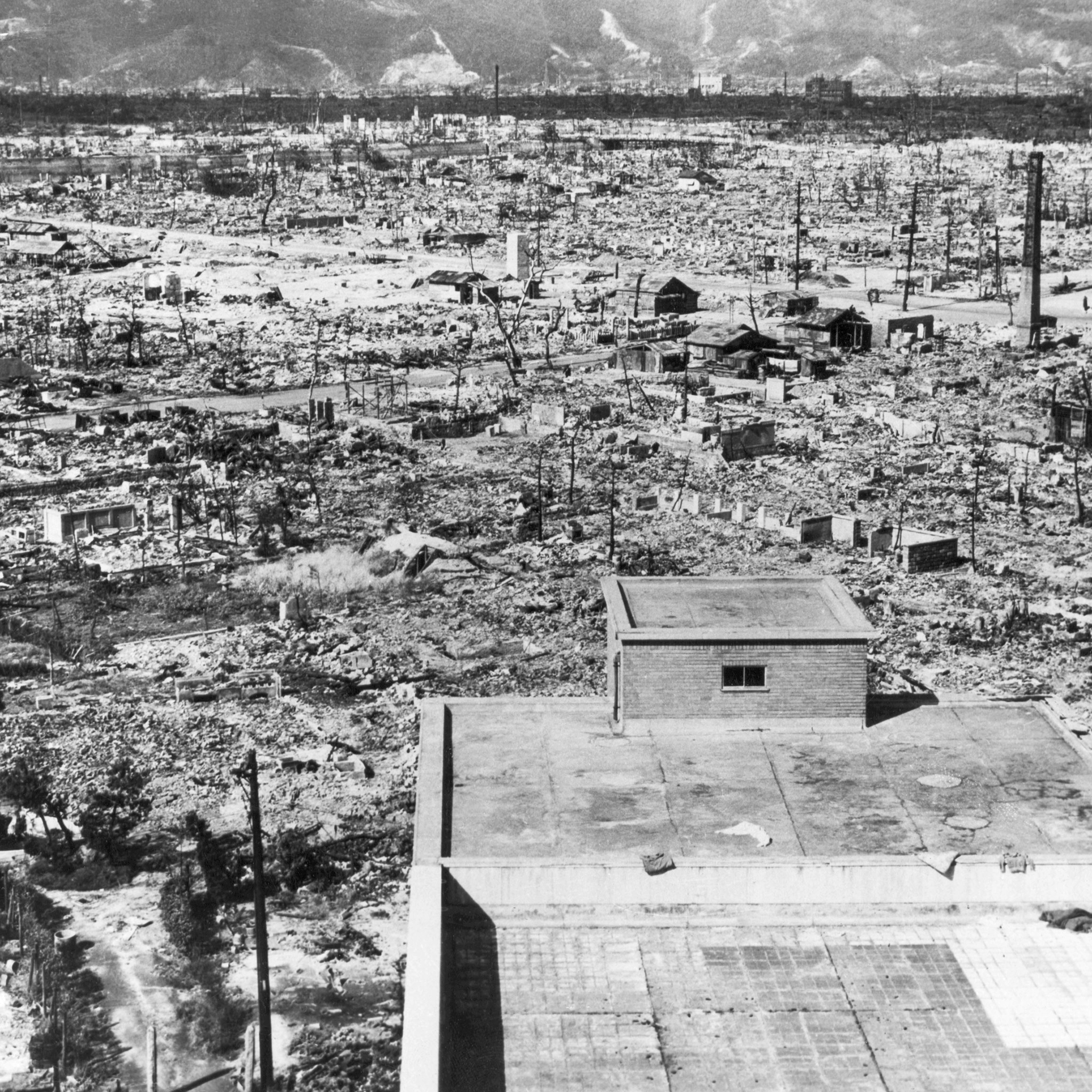
Hirošima po bombardování

Město proslulo historicky prvním užitím atomové bomby s názvem Little Boy dne 6. srpna 1945. Město Hirošima bylo zvoleno jako primární cíl z několika důvodů:
- nacházel se zde rozsáhlý vojenský komplex, důležitý přístav, ponorková základna, letiště, velitelství páté divize, 2. generální velitelství armády (jedno ze tří v Japonsku) velící obraně západního Japonska, výcviková škola pěchoty, muniční a zásobovací sklady,
- jednalo se o městskou průmyslovou oblast s řadou zbrojních závodů (Toyo – výroba pušek a plošin k dělům, loděnice Mitsubishi a další),
- nacházelo se v příhodné rovinaté lokalitě sevřené horami, která znásobila účinky jaderné bomby,
- mělo dostatečnou velikost pro zjištění do té doby neprozkoumaných účinků atomové bomby,
- podle rozvědky se nenacházel na jeho území žádný americký válečný zajatec (ve skutečnosti bylo v Hirošimském hradu drženo 23 Američanů).

Jako sekundární cíl bylo zvoleno město Kokura, v kterém se nalézaly velké vojenské sklady. Při explozi atomové bomby Little Boy o síle 12 až 20 kilotun TNT bylo z celkového počtu 90 tisíc budov zničeno 62 tisíc a okamžitě zemřelo 80 tisíc obyvatel, dalších 80 tisíc obyvatel bylo vážně zraněno.
Jako tiché memento ničivých účinků atomové bomby je dnes zachováván Památník míru v Hirošimě, který má varovat celé lidstvo před další válkou.

## Rodáci
- Erina Jamaneová (* 1990) – fotbalistka

## Partnerská města
- Čchung-čching, Čína
- Tegu, Jižní Korea
- Hannover, Německo
- Honolulu, USA
- Montréal, Kanada
- Volgograd, Rusko